# 가용 채널 평가 공격
가용 채널 평가 공격(clear channel assessment attack) 또는 퀸즐랜드 공격(Queensland attack)은 와이파이망에 대한 물리 계층 DoS 공격이다. 이 공격은 무선망이 "가용 채널 평가"의 수신이 필요하다는 점에 초점을 둔다. 가용 채널 평가는 CSMA/CA의 한 기능으로서 무선 매체가 준비되어 있는지, 데이터 수신은 가능한지를 판단하여 송신자가 송신을 시작할 수 있게 한다. 이 공격은 전파가 바쁜(busy) 것처럼 보이게 만들며 기본적으로 모든 시스템을 정지 상태로 빠트리게 된다.
이 공격은 IEEE 802.11b-1999에서만 동작하며 OFDM 기반 프로토콜 IEEE 802.11g-2003, IEEE 802.11a-1999에는 효과적이지 않다. 그러나 일부 하이브리드 802.11b/g 액세스 포인트는 802.11b 네트워크 공격을 받을 때 802.11g 네트워크를 방해한다.

## 발견
이 공격은 퀸즐랜드 공과대학교 정보보안연구센터의 연구원들에 의해 처음 발견되었으므로 퀸즐랜드 공격이라는 별칭을 얻게 되었다.

## 현실
전파가 바쁘다는 것을 시스템에 알리는 신호는 물론 지속적인 전송 모드에 배치시킴으로써 공격자의 NIC를 통해 송신된다.
이 공격은 Intersil의 프리즘 테스트 유틸리티(PrismTestUtil322.exe)를 사용함으로써 설정이 가능하다.